# Laguna El Perro (sjö i Chile)
Laguna El Perro är en sjö i Chile.   Den ligger i regionen Región de O'Higgins, i den södra delen av landet, 170 km sydväst om huvudstaden Santiago de Chile. Laguna El Perro ligger 7 meter över havet. Arean är 0,16 kvadratkilometer. Den sträcker sig 0,6 kilometer i nord-sydlig riktning, och 0,6 kilometer i öst-västlig riktning.
Trakten runt Laguna El Perro består i huvudsak av gräsmarker. Runt Laguna El Perro är det ganska glesbefolkat, med 24 invånare per kvadratkilometer.